# Scirrhia setariae
Scirrhia setariae är en svampart som först beskrevs av Pier Andrea Saccardo, och fick sitt nu gällande namn av Theiss. & Syd. 1915. Scirrhia setariae ingår i släktet Scirrhia, ordningen Capnodiales, klassen Dothideomycetes, divisionen sporsäcksvampar och riket svampar.   Inga underarter finns listade i Catalogue of Life.